# LGB Alliance
La LGB Alliance est un groupe caritatif britannique militant fondé en 2019 par Bev Jackson, Kate Harris et Ann Sinnott en opposition à Stonewall, une organisation caritative de défense des droits LGBT sur les questions relatives aux personnes transgenres.
L'Alliance LGB milite pour « défendre le droit des lesbiennes, des bisexuels et des homosexuels à se définir comme attirés par le même sexe », et considère que ce droit est menacé par « des tentatives visant à engendrer une confusion entre sexe biologique et notion de genre ». Ils s'opposent également à l'inscription de l'identité de genre dans les programmes scolaires, à tout traitement pharmaceutique pour les enfants avec une dysphorie de genre et aux réformes visant à la reconnaissance du genre.
Des députés comme la député travailliste Angela Rayner, ou le député du Parti national écossais (SNP) John Nicolson ont dénoncé l'organisation comme transphobe. D'autres groupes défenseurs des droits des personnes transgenres considèrent également la LGB Alliance comme une organisation  transphobe ,,.
Le groupe a obtenu le statut d'organisme de bienfaisance en avril 2021, non sans controverse.